# Economía de Artsaj
La economía de la República de Artsaj es pequeña, pero está creciendo rápidamente. La economía devastada por la guerra de Karabaj muestra una recuperación relativamente rápida y segura. En 1999, la cifra del PIB era de $ 59 millones, 80 por ciento menos que en la época soviética. Sin embargo, el PIB de Artsaj alcanzó los $114 millones en 2005, el doble de la cifra en 2001, registrando un crecimiento económico del 14 % (en precios corrientes) en 2005, y en 2009 registró un PIB de $ 260 millones, que aumentaron a $ 320 millones en 2010. El PIB de Nagorno-Karabaj (PPA) para 2010 se estima en $ 1.6 mil millones.
Según las estimaciones oficiales del Servicio de Estadística de Nagorno-Karabaj, el PIB en los precios actuales (de mercado) aumentó un 116 % entre 2001 y 2007. El Índice de Precios al Consumidor aumentó solo un 34 % durante este período, lo que implica un crecimiento real de alrededor del 60 % del PIB durante los seis años 2001–2007. En 2007, la agricultura representó el 16 % del PIB, las industrias manufactureras el 15 %, la construcción el 9 % y el sector servicios el 57 %. La participación de la agricultura en el PIB bajó del 33 % en 2002 al 16% en 2007, mientras que la participación de la manufactura y los servicios aumentó en forma correspondiente.
La mayoría de las inversiones son en telecomunicaciones, minería de oro, pulido de diamantes, joyería y agricultura. En la Unión Soviética, Nagorno Karabaj fue el mayor productor de uvas per cápita.
Nagorno Karabaj es conocido por su vodka de morera (armenio: tuti oghi). Es producido comercialmente y exportado bajo la marca Artsakh por la Compañía Artsakh-Alco Brandy en el distrito de Askeran.

## Energía
Hasta hace poco, se sabía que la República de Nagorno-Karabaj operaba al menos una central hidroeléctrica cerca de Mardakert, que se construyó durante la época soviética. El gobierno ha planeado construir una serie de pequeñas centrales hidroeléctricas, a un costo de $70 a $80 millones, que satisfarán las necesidades nacionales y brindarán oportunidades para la exportación. En 2001, la república importó el 60 por ciento de su electricidad de Armenia.
El 12 de abril de 2010, los primeros ministros de Artsaj y Armenia inauguraron "Trghe-1", la primera de una serie de estaciones hidroeléctricas muy esperadas en Nagorno-Karabakh. El nombre de esta nueva compañía de energía eléctrica es "Artsakh HEK", que ya tenía un capital base de $5 millones el día de su inauguración. El primer ministro de Armenia, Tigran Sargsyan, llamó al público y a la diáspora. Al comprar las acciones de "Artsakh HEPS" e invertir en la economía de NKR, diciendo que su seguridad y futuro depende de su crecimiento económico y autosuficiencia económica. Los planes para el futuro cercano incluyen la construcción de dos mini centrales hidroeléctricas más en el mismo río: “Trghe-2 y“ Trghe-3 ”para fines de 2010 y también“ Mataghis-1 ”y“ Mataghis- 2 ”en 2011. La realización del programa energético dado dará la oportunidad de producir 120 millones de kwt / h adicionales de energía eléctrica. Para 2012, esto satisfará casi por completo los requisitos de la república para la energía eléctrica, que se elevará para entonces a 300 millones de kwt / h.
Con estas nuevas plantas de energía, NKR espera convertirse no solo en autosuficiente en términos de producción de electricidad, sino también en un exportador neto de energía eléctrica.

## Corrección de carreteras e infraestructuras
Una de las obras de infraestructura más llamativas de Nagorno-Karabaj es la carretera Goris-Stepanakert, de 15 millones de dólares, construida justo después de que la guerra terminara con fondos de la diáspora armenia. Esta es la carretera principal que conecta la región con Armenia y el resto del mundo.
Ahora se completa la construcción de la autopista "Norte-Sur" de 168 km a un costo de solo $ 25 millones, que conecta Mardakert con Stepanakert y Martuni.
En los últimos años se lanzó una empresa de telefonía operadora libanesa llamada "Karabakh Telecom". El beneficio total de los servicios de comunicación ha aumentado un 12,8 por ciento desde 2008.

## Sistema bancario
ArtsakhBank ha estado operativo desde 1996 y tiene sucursales en Stepanakert y en varias ubicaciones en Nagorno-Karabakh. Emplea a 243 personas. Algunos de los principales bancos armenios también tienen sucursales en Nagorno Karabakh.
El sector está creciendo dinámicamente. A partir del 1 de septiembre de 2010, el volumen de depósitos alcanzó AMD 38,664.1 millones. (~ USD 107 millones), que es 33.1% más, en comparación con el nivel del 1 de enero de 2010. En comparación con el 1 de enero de 2010, el volumen de créditos emitidos por bancos comerciales aumentó en un 28.3%.

## Minería
Nagorno-Karabakh es rico en recursos naturales de metales preciosos y semipreciosos, como el oro y el cobre y otros recursos naturales.
La minería de cobre y oro ha avanzado desde 2002 con el desarrollo y el lanzamiento de operaciones en el depósito Drmbon. Se producen aproximadamente 27-28 mil toneladas (peso húmedo) de concentrados con un contenido promedio de cobre de 19-21% y contenido de oro de 35-55 g/t. La mina es uno de los mayores contribuyentes de Nagorno-Karabakh y emplea a 1200 trabajadores, de los cuales el 65% son ciudadanos locales.

## Ayuda externa
El gobierno de Alto Karajab ha recibido ayuda financiera de los Estados Unidos ($ 8 millones en 2010) y Armenia ($ 30 millones).
La diáspora armenia también ha desempeñado un papel decisivo en la prestación de asistencia financiera a través del Fondo All-Armenio "Hayastan", el Fondo Monte Melkonian, el Fondo de Inversión Artsakh , así como esquemas de micro asistencia directa.